# نادي لا ليغا اس بي سي
نادي أكاديمية لا ليغا اس بي نادي كرة قدم إماراتي من أندية الهواة يلعب في دوري الدرجة الثانية الإماراتي ويقع في دبي.
وقد لعب معهم اللاعب سند علي.